# Liste der Kulturdenkmäler in Schwollen
In der Liste der Kulturdenkmäler in Schwollen sind alle Kulturdenkmäler der rheinland-pfälzischen Ortsgemeinde Schwollen aufgeführt. Grundlage ist die Denkmalliste des Landes Rheinland-Pfalz (Stand: 12. Juni 2023).

## Einzeldenkmäler
| Bezeichnung | Lage                         | Baujahr                | Beschreibung                                                        | Bild |
| ----------- | ---------------------------- | ---------------------- | ------------------------------------------------------------------- | ---- |
| Schmiede    | Hauptstraße, vor Nr. 18 Lage | um 1880                | Schmiede, um 1880; mit technischer Ausstattung                      | BW   |
| Hofanlage   | Schulstraße 5/5a Lage        | frühes 20. Jahrhundert | Streckhof, heutiges Erscheinungsbild aus dem frühen 20. Jahrhundert | BW   |